# Štěpán Kobylka
Štěpán Kobylka (25. dubna 1909 Lišov – 26. prosince 1980 České Budějovice) byl český a československý politik, člen Československé strany národně socialistické (po roce 1948 Československá strana socialistická), za kterou byl po roce 1945 poslancem Prozatímního a Ústavodárného Národního shromáždění a Národního shromáždění ČSR. Patřil k frakci, která po únorovém převratu v roce 1948 převzala moc ve straně a podřídila se komunistickému režimu.

## Biografie

### Mládí
Narodil se jako první syn lišovského, později rudolfovského, truhláře Štěpána Kobylky (* 1882) a jeho manželky Anny, rozené Kobilkové.  V roce 1936 si celá rodina změnila příjmení z Kobilka na Kobylka (povoleno rozhodnutím zemského prezidenta z prosince 1935).  Jeho otec byl politicky aktivní v národně socialistické straně. Štěpán Kobylka vychodil čtyřletou měšťanskou školu a po absolvování gymnázia v Českých Budějovicích se stal pojišťovacím agentem, vypracoval na pozici nejmladšího ředitele pojišťovny na severní Moravě.

### Počátky politického působení
Angažoval se také v mládežnické organizaci národních socialistů. Působil v Praze, pak přesídlil do Hradce Králové, kde se stal předsedou krajského výboru mladých a v letech 1934-1938 místopředsedou celostátní mládežnické organizace národních socialistů. Před druhou světovou válkou se přestěhoval do Olomouce. Za Druhé republiky byl náčelníkem místní organizace Mladé národní jednoty za Olomouc–město. Po vzniku Protektorátu se stal funkcionářem (hospodářem) krajského vedení Národního souručenství.
V roce 1940 byl za svou odbojovou činnost zatčen a uvězněn v Komárně, kde potkal jako vězně i budoucího prezidenta G. Husáka.
Před koncem války se stal tajemníkem Ilegálního revolučního výboru v Olomouci. Spolu s dalšími členy výboru ho od 1. května 1945 ukrýval v Husově sboru farář Augustin Jüngling.

### Po roce 1945
Po roce 1945 se výrazně politicky angažoval. Stal se krajským tajemníkem národních socialistů na Olomoucku a náměstkem předsedy Místního národního výboru v Olomouci.
Socialismus, který se dal na pochod celým světem, není již dnes a nemůže býti výkřikem bolesti, ale výrazem jistoty, že všude tam, kde zasel svoje sémě, bude vládnout duch vzájemného pochopení, lásky a důvěry. V praxi to znamená potvrzení rovnoprávnosti všech. A tak se mi socialismus jeví jako pevná idea, jíž nutno věřit. Já jsem v socialismus vždy věřil, proto jsem socialistou byl, zůstal a zůstanu.
 Štěpán Kobylka
V letech 1945-1946 byl poslancem Prozatímního Národního shromáždění za národní socialisty. Po parlamentních volbách v roce 1946 se stal poslancem Ústavodárného Národního shromáždění. Během únorového převratu v roce 1948 byl členem prokomunistické skupiny ve straně, která ji pak ovládla. V parlamentu byl členem akčního výboru, který přebíral moc do rukou nového režimu. Stál při přerodu národně socialistické strany v Československou stranu socialistickou. Svým prokomunistickým postojem během únorového převratu se ve své domovské olomoucké organizaci strany zdiskreditoval, a tak byl v parlamentních volbách roku 1948 takticky nasazen na kandidátní listinu v Brně. Byl pak zde skutečně zvolen do parlamentu. Mandát držel do června 1950, kdy rezignoval. Jako náhradnice místo něj nastoupila Růžena Skřivanová.
Pro svoje dlouhodobé zdravotní potíže se vzdal mandátu poslance.

### Jiná činnost
Poté, co se vzdal mandátu poslance, působil a pracoval na severní Moravě, mimo jiné v obci Branná a Žárová. Jako mládežník byl aktivní v Sokolu, v divadelních ochotnických spolcích a v Československé církvi. Koncem 60. let jako předseda Rady starších v náboženské obci v Rudolfově inicioval výstavbu nové budovy místního sboru.

### Rodinný život
V roce 1934 se oženil s Marií, roz. Kružíkovou (1909 Okříšky–1975 Velké Losiny). Rozvedli se v roce 1952. Podruhé se oženil v roce 1976 s Marií, roz. Sytařovou (1909–1985). Z prvního manželství měl dceru Naděždu (1946–2014) a syny Drahoše (1935–1963) a Petra (1945–1945). Dožil se smrti obou svých synů i úmrtí snachy Anny, rozené Dubovské (1929–1963) a vnučky Hany (1956–1963). Rodinná tragédie se podepsala na dalším zhoršení jeho celkového zdravotního stavu. Pracoval pak nějaký čas v Pohřební službě v rodném Lišově a poslední roky života, už jako důchodce, pracoval jako vrátný v Jihočeských drůbežárnách v Českých Budějovicích. Zemřel v nemocnici v Českých Budějovicích.